# درک کوسته
 درک کوسته (هلندی: Dirk Coster؛ زاده ۵ اکتبر ۱۸۸۹ درگذشته ۱۲ فوریهٔ ۱۹۵۰) یک فیزیک‌دان اهل هلند بود.